# Xã Cameron, Quận Ward, Bắc Dakota
Xã Cameron (tiếng Anh: Cameron Township) là một xã thuộc quận Ward, tiểu bang Bắc Dakota, Hoa Kỳ. Năm 2010, dân số của xã này là 33 người.